# Bat*21
Bat*21 (anglicky Bat*21) je americký akční válečný film, který v roce 1988 natočil režisér Peter Markle.

## Děj
Hlavním hrdinou je náruživý hráč golfu, plukovník Iceal Hambleton. Při plnění zvláštního úkolu je jeho letadlo EB-66 Destroyer sestřeleno nad vietnamskými pralesy a on jako jediný katastrofu přežije. Hambleton, který do té doby poznal válku pouze v bezpečí psacího stolu, se tak ocitne sám v nepřátelském týlu. Bloudí nepřátelskou džunglí a jediné spojení, které udržuje se svou stranou, je rádiový kontakt s průzkumným pilotem Clarkem, který krouží ve vzduchu. Aby Vietnamcům, kteří odposlouchávají rádiové vzkazy, Hambleton neprozradil pozice a směr vojsk, zakóduje své poselství do konkrétního golfového hřiště. Clarkovi tak nezbývá, než se tyto svérázné šifry naučit. Přes veškerou snahu je však místo, kde má dojít ke střetnutí, Vietcongem objeveno. Obtížný postup hustou džunglí se tak mění v závod o život. Na jeho konci je Hambleton bohatší o zkušenost odvrácené tváře války ve Vietnamu, kterou coby plukovník neměl možnost získat.

## Obsazení
| Gene Hackman              | Iceal Hambleton     |
| Danny Glover              | Clark Bartholomew   |
| Jerry Reed                | George Walker       |
| David Marshall Grant      | Ross Carver         |
| Clayton Rohner            | Harley Rumbaugh     |
| Erich Anderson            | Jake Scott          |
| Joe Dorsey                | Douglass            |
| Michael Ng                | Vietnamec           |
| Theodore Chan Woei-Shyong | chlapec u mostu     |
| Don Ruffin                | posádka helikoptéry |
| Michael Raden             | posádka helikoptéry |
| Timothy Fitzgerald        | EB-66 důstojník     |
| Stuart B. Hagen           | EB-66 důstojník     |
| Jeff Baxter               | střelec helikoptéry |
| Alan King                 | střelec helikoptéry |
| Bonnie Yong               | vietnamský voják    |
| Willie Lai                | vietnamský voják    |
| Martin Yong               | vietnamský voják    |
| Jim Aman                  | vietnamský voják    |
| Freddie Chin              | vietnamský voják    |
| Dennis Chong              | vietnamský voják    |
| Liow Hui Chun             | vietnamský voják    |
| Fung Yun Khiong           | vietnamský voják    |
| Henry Lee                 | vietnamský voják    |
| Michael Lee               | vietnamský voják    |
| Jeffrey Liew              | vietnamský voják    |
| Fredolin Leong            | vietnamský voják    |
| Benedict Lojingkau        | vietnamský voják    |
| Walter Lojingkau          | vietnamský voják    |
| Johnny Michael            | vietnamský voják    |
| Clarence Mojikon          | vietnamský voják    |
| Wilod Nuin                | vietnamský voják    |
| Harold Sinpang            | vietnamský voják    |
| Paul Yong                 | vietnamský voják    |
| Conidon Wong              | vietnamský voják    |
| Robert Zajonc             | vojenský pilot      |